# بووهاتن إليس
بووهاتن إليس (بالإنجليزية: Powhatan Ellis)‏ (و. 1790 – 1863 م)هو سياسي، ومحامي، وقاضي، ودبلوماسي من الولايات المتحدة الأمريكية . ولد في مقاطعة أمهيرست (فيرجينيا) . تولى منصب عضو مجلس الشيوخ الأمريكي .
وهو عضو في الحزب الديمقراطي الأمريكي .
توفي في ريتشموند .